# Dolmen du Molí del Vent
Le dolmen du Molí del Vent est un dolmen situé à Bélesta, dans le département français des Pyrénées-Orientales.

## Historique
Le dolmen est signalé pour la première fois en 1963 par François Roig mais il est anciennement connu et a servi de carrière durant les périodes historiques. Il est exploré par G. Claustre et P. Ponsich en 1964 et complètement fouillé en 1993 par une équipe dirigée par V. Porra-Kuteni puis restauré.

## Description
C'est l'un des rares dolmens à couloir du département. Il est enserré dans un cairn de forme circulaire (9 m de diamètre), ceinturé par un mur de parement en pierres plates, dont la hauteur conservée ne dépasse pas 0,50 m (soit au maximum 3 assises). Le dolmen est délimité par quatre orthostates et recouvert d'une unique dalle de couverture. La chambre est de fore quadrangulaire. Elle est précédée d'un couloir délimité par des murets en pierres sèches et trois dalles vers le milieu. Toutes les dalles et tous les blocs internes au tumulus sont en gneiss d'origine locale,.

## Matériel archéologique
La découverte de tessons de céramique appartenant à toutes les périodes depuis l'âge du cuivre jusqu'à l'Antiquité témoigne d'une fréquentation continué du site mais le matériel céramique le plus représenté correspond à l'âge du cuivre et à l'âge du Bronze. La base du cairn a livré des tessons campaniformes. Une belle pointe de flèche foliacée en silex avait été découverte dans la chambre en 1964.
Le mobilier archéologique recueilli est conservé au musée du château de Bélesta.